# 水森香織
水森香織（みずもり　かおり、1973年8月31日—，早期有個別華文媒體翻譯成水森薰），是一名日本女性演歌歌手。所屬的經理人公司為長良製作。所屬唱片公司為德間日本傳播。出身於東京都北區。

## 人物簡介
水森香織本名為大出 弓紀子（おおで ゆきこ），血液為B型。先後於東京都北區立瀧野川第五小學校、文京區淑德學園中學校、高等學校（現稱為淑德SC中等部・高等部）就讀。中學時代於「千葉電視卡拉OK大賞」（現稱為「千葉電視卡拉OK大賞21」）出場、獲得第3名。 及後進入城西大學女子短期大學部（現城西短期大學）修讀秘書課程，並且曾出國到美國交流。在美國期間，水森香織迷上當地樂隊組合New Kids On The Block，特別是當中的喬伊·麥肯泰（Joey McIntyre）。
偶以在一次由寄宿家庭所安排的家庭聚會中，水森香織表演唱歌，及後頓覺得自己很希望當一名歌手，學成回日本後，她藉著試音成功而進入歌壇。
水森香織有「當地歌曲女皇」（ご当地ソングの女王）的美譽，這是因為她所出版的歌曲，都是以日本各地的景點為題，幾乎涵蓋了日本全國47個都道府縣的地方，例如《伊勢的周邊》（三重縣，古代稱為伊勢國）、《一個人在長良川》（岐阜縣長良川）、《庄内平野 風之中》（山形縣庄内平野）、《松島紀行》（宮城縣松島）、《安藝之宮島》（廣島縣嚴島神社）、《高野櫻花路》（長野縣高遠町（已合併入伊那市）、《瀨戶內　小豆島》（香川縣小豆島）等。2023年1月23日推出了單曲「日向岬」（宮崎縣）後，現時只剩下德島縣及福岡縣兩縣仍未有相關的歌曲推出過。
2003年因單曲《鳥取砂丘》大賣而首次於『NHK紅白歌唱大賽』亮相後，連續21年均獲入選。2005年，水森香織憑《五能線》，赢得第47回日本唱片大賞最優秀歌唱賞。2014年憑《島根戀旅》首次奪得日本有線大獎最優秀歌曲獎。
水森香織因「松島紀行」暢銷，2010年6月22日擔任「松島町觀光親善大使」。由於水森香織擁有相當強的支持度，再加上被冠以「當地歌曲女皇」的稱號，倒卻反而引來各地方自治組織的大量游說，希望唱片公司及創作人能為當地寫歌，並藉以透過水森香織作為宣傳大使而增進當地旅遊事業。再者，通常水森香織每年只推出一張單曲專輯，因此各地方自治組織均視能成為當年專輯中的A曲（即主打曲）為莫大的榮譽而極力爭取，可是這類游說工作，卻令她本人和唱片公司都不勝其煩。
水森香織自2004年第12首作品開始，每張單曲都打入公信榜前十，2011年打破了演歌歌手藤圭子保持了超過20年演歌女歌手連續6張單曲進入前十的記錄，並於2011年取代了演歌歌手八代亞紀，成為擁有最多排行榜前十名歌曲的演歌女歌手。
現時逢星期四下午均於大阪放送主持一個15分鐘的電台節目《水森香織的歌謠紀行》。

### 軼事
水森香織接受媒體訪問時曾表示因體質敏感而無法喝酒，經常對於勸酒感到困擾。

## 已推出的唱片

### 單曲
| 名稱                             | 收錄作品 | 開售日期                                                 | Oricon公信榜最高排名順位 | 描述地點 |
| -------------------------------- | --- | -------------------------------------------------------- | ------------------------ | --- |
| 白粉花 （おしろい花）                      | 白粉花（おしろい花） 風花海峽（風花海峡） | 1995年9月25日                                            | 46位                     | -- |
| 依偎花 （よりそい花）                      | 依偎花（よりそい花） 淚的幸福（なみだの倖せ） | 1996年5月22日                                            | 95位                     | -- |
| 北夜行                           | 北夜行 冬風（木枯らし） | 1997年1月20日                                            | 75位                     | -- |
| 命運花 （いのち花）                      | 命運花（いのち花） 海鳥（うみどり） | 1997年8月21日                                            | ?                        | -- |
| 短暫的花 （かりそめの花）                    | 短暫的花（かりそめの花） 戀時雨（恋しぐれ） | 1998年3月4日                                             | 80位                     | -- |
| 一個人在哭泣 （ひとり泣き）                | 一個人在哭泣（ひとり泣き） 女之雨（おんなの雨） | 1999年1月21日                                            | 73位                     | -- |
| 龍飛岬 （竜飛岬）                      | 龍飛岬（竜飛岬） 孤獨一個人（ひとりぼっち） | 1999年10月21日                                           | 52位                     | 青森縣東津輕郡外濱町龍飛岬 |
| 尾道水道                         | 尾道水道 面影 | 2000年9月27日                                            | 57位                     | 廣島縣尾道市尾道水道 |
| 反覆的心情 （心う・ら・は・ら）                  | 反覆的心情（心う・ら・は・ら） 女人雨（おんな雨） | 2001年8月22日                                            | 85位                     | -- |
| 東尋坊                           | 東尋坊 哀愁紀行 | 2002年4月24日                                            | 27位                     | 福井縣坂井市東尋坊 |
| 鳥取砂丘                         | 鳥取砂丘 天鹽川（天塩川） | 2003年4月2日 2003年12月21日                              | 16位                     | 鳥取縣鳥取市鳥取沙丘 北海道天鹽川 |
| 釧路濕原 （釧路湿原）                    | 釧路濕原（釧路湿原） 秋吉台 | 2004年4月14日                                            | 5位                      | 北海道釧路平原內的釧路濕地 山口縣美禰市秋吉台 |
| 五能線                           | 五能線 一個人在野尻湖（野尻湖ひとり） | 2005年4月6日                                             | 8位                      | 貫穿秋田縣及青森縣的鐵路線五能線 長野縣上水内郡信濃町野尻湖 |
| 熊野古道                         | 熊野古道 桂濱（桂浜） | 2006年4月5日                                             | 5位                      | 貫穿三重縣、奈良縣及和歌山縣的熊野古道 高知縣高知市桂濱 |
| 薩摩路上一個人 （ひとり薩摩路）              | 薩摩路上一個人（ひとり薩摩路） 雨中的戀歌（雨の恋唄） | 2007年4月4日                                             | 9位                      | 鹿兒島縣出水市、指宿市、枕崎市、鹿兒島市櫻島 |
| 輪島朝市                         | 輪島朝市 北陸一個人的旅行（北陸ひとり旅） | 2008年4月2日                                             | 5位                      | 石川縣輪島市的輪島朝市 富山縣富山市及新潟縣糸魚川市 |
| 安藝之宮島 （安芸の宮島）                  | 安藝之宮島（安芸の宮島） 雨之修善寺（雨の修善寺） | 2009年4月1日                                             | 4位                      | 廣島縣廿日市市嚴島 靜岡縣伊豆市修禪寺 |
| 松島紀行（白色唱盤）             | 松島紀行 黃昏的坦塔洛斯（黄昏のタンタラス） | 2010年4月7日                                             | ?                        | 宮城縣松島 美國夏威夷州坦塔洛斯山 佐賀縣唐津市虹之松原 |
| 松島紀行（紅色唱盤）             | 松島紀行 虹之松原（虹の松原） | 2010年4月7日                                             | 2位                      | 宮城縣松島 美國夏威夷州坦塔洛斯山 佐賀縣唐津市虹之松原 |
| 庄內平野 風之中 （庄内平野 風の中）             | 庄內平野 風之中（庄内平野 風の中） 湯布院 | 2011年6月1日                                             | 7位                      | 山形縣內的内平原 大分縣湯布院町（即現時由布市） |
| 長良川中一個人 （ひとり長良川）              | 長良川中一個人（ひとり長良川） 京都八景 | 2012年4月4日                                             | 4位                      | 貫穿岐阜縣、愛知縣及三重縣的長良川 京都府京都市右京區嵯峨野及鴨川                                                                                              |
| 伊勢的周邊 （伊勢めぐり）                  | 伊勢的周邊（伊勢めぐり） 鳥羽之旅（鳥羽の旅） | 2013年4月3日                                             | 8位                      | 三重縣伊勢市 三重縣鳥羽市 |
| 島根戀旅 （島根恋旅）                    | 島根戀旅（島根恋旅） 竹居岬 | 2014年4月9日                                             | 4位                      | 島根縣橫跨松江市及出雲市的宍道湖、隱岐郡隱岐之島町島後島的蠟燭島 香川縣高松市竹居觀音岬 島根縣隱岐郡 島根縣鹿足郡津和野町的津和野城                            |
| 島根戀旅（特別盤） （島根恋旅）          | 島根戀旅（島根恋旅） 隱岐旅情 津和野 | 2014年9月4日                                             | 4位                      | 島根縣橫跨松江市及出雲市的宍道湖、隱岐郡隱岐之島町島後島的蠟燭島 香川縣高松市竹居觀音岬 島根縣隱岐郡 島根縣鹿足郡津和野町的津和野城                            |
| 大和路之戀 （大和路の恋）                  | 大和路之戀（大和路の恋） 花戀文（花恋文） | 2015年4月1日                                             | 10位                     | 奈良縣櫻井市 |
| 越後水原                         | 越後水原 天龍峽（天竜峡）（Type A） 鎌倉街道（Type B）                                                                                                   | 2016年3月29日                                            | 5位                      | 新潟縣阿賀野市瓢湖 長野縣飯田市天龍峽 神奈川縣鎌倉市 貫穿長野縣松本市至新潟縣糸魚川市的大糸線                                                                  |
| 越後水原（特別盤）               | 越後水原 故鄉溫暖的村落（ふるさとほっこり村）（Type A） 大糸線（Type B）                                                                                             | 2016年7月6日                                             |                          | 新潟縣阿賀野市瓢湖 長野縣飯田市天龍峽 神奈川縣鎌倉市 貫穿長野縣松本市至新潟縣糸魚川市的大糸線                                                                  |
| 早鞆瀨戶 （早鞆ノ瀬戸）                    | 早鞆瀨戶（早鞆ノ瀬戸） 宇和島離別的浪（宇和島別れ波）（Type A） 花之東京（花の東京）（Type B）                                                                                   | 2017年5月2日                                             | 4位                      | 分隔山口縣和福岡縣的關門海峽 愛媛縣宇和島市 東京都中央區銀座、千代田區神田的東京復活主教座堂、台東區淺草 山口縣下關市角島大橋 山口縣萩市、下關市、岩國市錦帶橋 |
| 早鞆瀨戶（特別盤）               | 早鞆瀨戶（早鞆ノ瀬戸） 角島大橋 山口旅愁 | 2017年8月2日                                             |                          | 分隔山口縣和福岡縣的關門海峽 愛媛縣宇和島市 東京都中央區銀座、千代田區神田的東京復活主教座堂、台東區淺草 山口縣下關市角島大橋 山口縣萩市、下關市、岩國市錦帶橋 |
| 支笏湖水中盛開的花 （水に咲く花･支笏湖へ）          | 支笏湖水中盛開的花（水に咲く花･支笏湖へ） 宗谷本線 比布站（宗谷本線 比布駅）（Type A） 定山溪（定山渓）（Type B） 蜃氣樓（蜃気楼）（Type C） 忘不了京都雪（京都雪みれん）（Type D） 我們的世界（僕たちの世界）（Type E） | 2018年3月20日（Type A、B） 2018年7月25日（Type C、D、E） | 8位                      | 北海道石狩振興局千歲市支笏湖 北海道上川綜合振興局上川郡比布町的比布站 北海道札幌市南區定山溪 富山縣魚津市的海市蜃樓 京都府京都市左京區出町柳及鴨川             |
| 支笏湖水中盛開的花（冬季特別盤） | 支笏湖水中盛開的花（水に咲く花･支笏湖へ） 祝你聖誔快樂（あなたにメリークリスマス） | 2018年10月17日                                           |                          | 北海道石狩振興局千歲市支笏湖 北海道上川綜合振興局上川郡比布町的比布站 北海道札幌市南區定山溪 富山縣魚津市的海市蜃樓 京都府京都市左京區出町柳及鴨川             |
| 高遠櫻花路 （高遠 さくら路）                  | 高遠櫻花路（高遠 さくら路） 信濃路戀歌（信濃路恋歌）（Type A） 霧之碓冰峠（霧の碓氷峠）（Type B） 遙遠的笑容（笑顔で遠まわり）（Type C） 對面的笑容（笑顔の向こうに）（Type D）                                 | 2019年1月22日（Type A、B） 2019年7月17日（Type C、D）    | 5位                      | 長野縣高遠町 長野縣松本市城下町及女鳥羽川 橫越長野縣北佐久郡輕井澤町及群馬縣安中市的碓氷峠                                                                     |
| 高遠櫻花路（冬季特別盤）         | 高遠櫻花路（高遠 さくら路） 二人的至聖夜（ふたりのHoly Night） | 2019年10月16日                                           |                          | 長野縣高遠町 長野縣松本市城下町及女鳥羽川 橫越長野縣北佐久郡輕井澤町及群馬縣安中市的碓氷峠                                                                     |
| 瀨戶內 小豆島                    | 瀨戶內 小豆島 由橄欖之島開始（オリーブの島）（Type A） 面影渡輪（おもかげフェリー）（Type B） 檜原被遺忘的路（檜原忘れ路）（Type C） 向着那個町回家吧（あの町へ帰ろう）（Type D）                      | 2020年2月18日（Type A、B） 2020年6月17日（Type C、D）    | 4位                      | 香川縣小豆郡小豆島 東京都西多摩郡檜原村 |
| 鳴子峽                           | 鳴子峽 秋保大瀧（Type A） 牡鹿半島（Type B） 遙遠的笑容 2021（笑顔で遠まわり 2021）（Type A、B） 月影小夜曲（月影のセレナーデ）（Type C） 迎向未來（明日への扉）（Type D）                      | 2021年1月19日（Type A、B） 2021年6月9日（Type C、D）     | 8位                      | 宮城縣大崎市鳴子峽 宮城縣仙台市太白區秋保大瀑布 宮城縣牡鹿半島（牡鹿郡女川町及部份石卷市舊牡鹿町部份）                                                         |
| 讓我們微笑吧（笑顔でいようね）                 | 讓我們微笑吧（笑顔でいようね） 我不是孤獨一個（ひとりじゃないわ） 琉璃色的地球（Type A） 母親（Type B）                                                                          | 2021年9月8日                                             | 13位                     | -- |
| 九十九里濱                       | 九十九里濱 犬吠埼（Type A） 房總半島 隨風而去（房総半島 吹く風まか）（Type B） 若狹晚霞日本海（若狭夕焼け日本海）（Type C） Virgin Road（バージン・ロード）（Type D）                                 | 2022年2月15日（Type A、B） 2022年6月22日（Type C、D）    | 8位                      | 千葉縣九十九里濱 千葉縣銚子市犬吠崎及其燈塔 千葉縣房總半島 福井縣若狹灣、小濱市蘇洞門及若狹町瓜割瀑布                                                          |
| 澀澤君之歌（しぶさわくんの唄）                   | 澀澤君之歌（しぶさわくんの唄） 赤水門（赤い水門） | 2022年11月2日                                            | -                        | 東京都北區舊岩淵水門（赤水門） |
| 日向岬                           | 日向岬 離愁…高千穗（Type A） 日南海岸（Type B） | 2023年1月24日                                            | 8                        | 宫崎縣日向岬 宫崎縣高千穗町高千穗峽 宫崎縣日南海岸、青島、鰐塚山地（堀切峠）                                                                                   |
| 三陸輓歌（三陸挽歌）                     | 三陸輓歌（三陸挽歌） 北上川旅情（Type A） 龍泉洞（Type B）                                                                                                 | 2024年1月23日                                            | 11                       | 橫越青森縣、岩手縣及宫城縣的三陸海岸 岩手縣北上川及岩手山 岩手縣岩泉町龍泉洞                                                                                   |
| 我的愛，我的情人～喜愛的人（）   | 我的愛, 我的情人～喜愛的人（） Lonely Chaplin（）                                                                                                  | 2024年10月23日                                           | -                        | - |
| 羊羹進行曲（）                   | 羊羹進行曲（） | 2024年12月18日                                           | -                        | - |
| 大阪戀滴 （）                    | 大阪戀滴（） 羊羹進行曲（） 大阪寒月（大阪凍て月）（Type A） 我是貓（我が輩は猫である）（Type B）                                                                            | 2025年3月18日                                            |                          | |

備註
1. ↑  出道曲
2. ↑  第29回日本有線大賞「有線放送音樂賞」中得獎
3. ↑  用於東京電視台動畫《故鄉　日本古代的神話》作開場曲。
4. ↑  來自法文“Mon amour mon ami”。
5. ↑  與原田龍二（日语：原田龍二）合唱
6. ↑  採用數位下載方式發售，為NHK《我們的歌（日语：みんなのうた）》2024年12月至2025年1月期間播放的歌曲。

### 專輯
- よりそい花・おしろい花（1996年7月22日）-
- 女だから…第一楽章（1997年3月17日）- ライブアルバム
- ベストヒットアルバム〜いのち花・憂愁平野（1997年9月24日）
- ベストヒット歌謡16〜かりそめの花〜（1998年9月2日）
- 水森かおり全曲集（1999年11月25日）
- 水森かおり ベスト16〜君影草・竜飛岬（2000年4月5日）
- 水森かおり全曲集〜尾道水道〜（2000年11月22日）
- 2001全曲集〜心う・ら・は・ら〜（2001年10月24日）
- 歌謡紀行〜東尋坊〜（2002年7月24日）
- 全曲集 2002〜2003（2003年10月23日）
- 歌謡紀行II〜鳥取砂丘〜（2003年6月25日）
- 全曲集〜鳥取砂丘〜（2003年10月22日）
- 歌謡紀行III〜〜（2004年6月23日）
- 全曲集〜〜（2004年10月27日）
- 歌謡紀行IV〜五能線〜（2005年6月22日）
- Original Best Collection（オリジナルベストセコレクション）（2005年11月30日）
- 歌謡紀行V〜熊野古道〜（2006年9月27日）
- 歌謡紀行VI〜ひとり薩摩路〜（2007年9月26日）
- 歌謡紀行VII〜輪島朝市〜（2008年9月24日）
- 歌謡紀行VIII〜安芸の宮島〜（2009年9月16日）
- 歌謡紀行Ⅸ〜松島紀行〜（2010年9月22日）
- 歌謡紀行Ⅹ〜庄内平野 風の中〜（2011年10月26日）
- 歌謡紀行Ⅺ〜ひとり長良川〜（2012年9月26日）
- 歌謡紀行12〜伊勢めぐり~（2013年9月25日）
- 水森香織單曲全集2（水森かおりシングルコレクション2）（2013年11月27日）
- 歌謡紀行13～島根恋旅～（2014年9月24日）
- 再唱一次（うたいなおし）（2015年2月4日）*舊曲重新翻錄
- 歌謡紀行14～大和路の恋～（2015年9月16日）
- 水森香織20周年記念～Original Best Collection（水森かおり20周年記念～オリジナルベストセレクション～）（2016年2月24日）
- 歌謡紀行15～越後水原～（2016年9月21日）
- 歌謡紀行16 ～早鞆ノ瀬戸～歌謡紀行16 ～早鞆ノ瀬戸～（2017年9月20日）
- 歌謡紀行17～水に咲く花・支笏湖へ～（2018年9月19日）
- 歌謡紀行18〜高遠 さくら路〜（2019年9月18日）
- 歌謡紀行19〜瀬戸内 小豆島〜（2020年9月16日）
- 歌謡紀行20〜鳴子峡〜（2021年10月20日）
- 歌謡紀行21〜九十九里浜〜（2022年9月21日）
- 歌謡紀行22〜日向岬〜（2023年9月20日）
- 歌謡紀行23〜三陸挽歌〜（2024年9月25日）

### 演唱會
- 水森かおりファーストコンサート 女だから…第一楽章（1997年6月25日）
- メモリアルコンサート　～歌謡紀行～ 2008.9.25（2009年1月14日）
- デビュー15周年　メモリアルコンサート　～歌謡紀行～（2011年1月12日）
- メモリアルコンサート～歌謡紀行～2012.9.25（2013年1月9日）
- メモリアルコンサート〜歌謡紀行〜 2014.9.25（2015年1月1日）
- 20周年記念メモリアルコンサ－ト～歌謡紀行～2015.9.25（2016年1月1日）
- メモリアルコンサート～歌謡紀行～2016.9.25（2017年1月1日）
- メモリアルコンサート～歌謡紀行～2017.9.25（2018年1月1日）
- メモリアルコンサート～歌謡紀行～2018.9.25（2019年1月1日）
- メモリアルコンサート～歌謡紀行～2019.9.25（2020年1月1日）
- メモリアルコンサート〜歌謡紀行〜 2021.9.25（2022年2月9日）
- メモリアルコンサート〜歌謡紀行〜 2022.9.25（2022年12月21日）
- メモリアルコンサート〜歌謡紀行〜 2023.9.25（2024年1月23日）
- メモリアルコンサート〜歌謡紀行〜 2024.9.25（2025年1月21日）

## NHK紅白歌唱大賽
| 年份/屆數     | 出場次數 | 曲目                             | 出場次序 | 對手                          | 備註              |
| ------------- | -------- | -------------------------------- | -------- | ----------------------------- | ----------------- |
| 2003年/第54回 | 初       | 鳥取砂丘                         | 3/30     | 山川豐                        |                   |
| 2004年/第55回 | 2        | 釧路湿原                         | 5/28     | 山本讓二                      |                   |
| 2005年/第56回 | 3        | 五能線                           | 3/29     | w-inds.                       |                   |
| 2006年/第57回 | 4        | 熊野古道                         | 21/27    | 冰川清志                      |                   |
| 2007年/第58回 | 5        | 一個人的薩摩路                   | 8/27     | 前川清（&內山田洋&Cool Five） |                   |
| 2008年/第59回 | 6        | 輪島朝市                         | 9/26     | Aqua Timez                    |                   |
| 2009年/第60回 | 7        | 安藝之宮島                       | 16/25    | 五木宏                        |                   |
| 2010年/第61回 | 8        | 松島紀行                         | 10/22    | 德永英明                      |                   |
| 2011年/第62回 | 9        | 庄内平野 風之中                  | 9/25     | L'Arc〜en〜Ciel               |                   |
| 2012年/第63回 | 10       | 一個人的長良川                   | 6/25     | HY                            |                   |
| 2013年/第64回 | 11       | 伊勢的周邊                       | 20/26    | ゆず                          |                   |
| 2014年/第65回 | 12       | 島根戀旅                         | 15/23    | 冰川清志(2)                   |                   |
| 2015年/第66回 | 13       | 大和路之戀                       | 14/26    | 福山雅治                      |                   |
| 2016年/第67回 | 14       | 越後水原                         | 10/23    | V6                            |                   |
| 2017年/第68回 | 15       | 濑户早鞆                         | 10/23    | WANIMA                        |                   |
| 2018年/第69回 | 16       | 水裏開的花·支笏湖 ～魔術特別版～ | 7/22     | Sexy Zone                     |                   |
| 2019年/第70回 | 17       | 高遠 櫻花路 ～幻覺特別版～       | 13/21    | King & Prince                 |                   |
| 2020年/第71回 | 18       | 瀨戶內 小豆島 ～2020拍照SP～     | 6/21     | GENERATIONS                   |                   |
| 2021年/第72回 | 19       | 啟程的好日子                     | 9/21     | Mafumafu                      | 上半部紅組壓軸(1) |
| 2022年/第73回 | 20       | 九十九里濱～紅白解謎 special～   | 3/22     | 浪花男子                      |                   |
| 2023年/第74回 | 21       | 日向岬～骨牌挑戰SP～             | 12/22    | Seventeen                     | 上半部紅組壓軸(2) |
| 2024年/第75回 | 22       | 鳥取砂丘～紅白骨牌挑戰SP～(2)    | 10/21    | TOMORROW X TOGETHER           |                   |

## 備註
1. ↑  水森香織於2021年9月23日於個人社交媒體中刊登了舊生會的訪問相片，內文提及她於「淑德學園」渡過六年學校生活及於平成四年（1992年）畢業。
2. ↑  2009年6月21日放送「チバテレビカラオケ大賞21」第51回グランドチャンピオン大会より
3. ↑  水森香織於2021年12月8日於自己的Youtube頻道中透露。
4. ↑  歌で松島観光PR　ご当地ソングの女王・水森さん　町大使に（河北新報 2010年6月25日）
5. ↑  水森かおりさん　歌唱イベントアンコール&松島町観光親善大使任命式[永久]（松島町）
6. ↑  .   [2014-02-09]. （原始内容存档于2014-02-21）.
7. ↑  「ライオンのごきげんよう」（フジテレビ系）2009年9月18日放映分にて本人談
8. ↑  . ORICON STYLE.   [2012-07-24]. （原始内容存档于2012-06-08）.
9. ↑  最初予定於2011年4月6日發行，但因發生東日本大地震影響而延期開售。
10. ↑  日本Oricon公信榜排名。 （页面存档备份，存于）（日語）
11. ↑  水森かおり　新曲「島根恋旅」　４月９日発売　決定！！ （页面存档备份，存于）（お知らせ一覧，株式会社徳間ジャパンコミュニケーションズ公式ウェブ。2014年1月30日。）
12. ↑  日本Oricon公信榜排名。 （页面存档备份，存于）（日語）
13. ↑  .   [2014-09-08]. （原始内容存档于2014-08-29）.
14. ↑  日本Oricon公信榜排名。 （页面存档备份，存于）（日語）
15. ↑  日本Oricon公信榜排名。 （页面存档备份，存于）（日語）
16. ↑  日本Oricon公信榜排名。 （页面存档备份，存于）（日語）
17. ↑  日本Oricon公信榜排名。 （页面存档备份，存于）（日語）
18. ↑  日本Oricon公信榜排名。 （页面存档备份，存于）（日語）
19. ↑  日本Oricon公信榜排名。 （页面存档备份，存于）（日語）
20. ↑  .   [2022-03-01]. （原始内容存档于2021-01-27）.
21. ↑  .   [2022-03-01]. （原始内容存档于2022-05-11）.
22. ↑  .   [2022-03-01]. （原始内容存档于2022-02-23）.
23. ↑  .   [2024-12-27]. （原始内容存档于2023-02-01）.
24. ↑  .   [2024-12-27]. （原始内容存档于2025-07-01）.

## 外部連結
- 水森かおり官方網頁。（页面存档备份，存于）（日語）